# Coupe de France masculine de volley-ball 2017-2018
Navigation
Coupe de France 2016-2017 Coupe de France 2018-2019
La Coupe de France masculine de volley-ball 2017-2018 est la 35e édition de la Coupe de France, compétition à élimination directe mettant aux prises des clubs de volley-ball affiliés à la Fédération française de volley-ball. La Coupe de France qualifie pour la Coupe de la CEV (2e coupe européenne).

## Listes des équipes en compétition
| - Ligue A - Chaumont VB52 - Montpellier VUC - Paris Volley - Spacer's Toulouse - Tours VB - Stade poitevin VB - Nice VB - GFC Ajaccio VB - Arago de Sète - Tourcoing LM - Rennes V35 - UGS Nantes-Rezé | - Ligue B - Avignon VB - Cambrai VB - Saint-Nazaire VBA - AS Orange Nassau - Grand Nancy VB - ASUL Lyon V - Plessis-Robinson VB - Saint-Quentin Volley - Narbonne Volley - AS Cannes VB | - Élite Masculine - VCM Halluin - Strasbourg VB - Mende VL - Martigues VL - Nationale 2 - Conflans-Andresy-Jouy VB |

## Premier tour
Les équipes classées aux cinq premières places du Championnat de France de volley-ball 2016-2017 (Chaumont, Paris, Toulouse, Montpellier et Tours) sont exemptes du premier tour.

## Phase finale

### Quarts de finale
Jusqu'à cette saison 2017-2018, aucun club d'Élite (3e division) ne s'était qualifié pour les quarts de finale de la coupe de France professionnelle. Cette année, Martigues et Mende (1e et 3e de la poule B au moment de la qualification) réussissent cette performance pour la première fois.